# Netz 21
„Netz 21“ ist der Name einer Strategie, mit der die Deutsche Bahn AG versuchte, die Leistungsfähigkeit ihres Vorrangstreckennetzes zu erhöhen.
Das 1995 vorgelegte Konzept ging aus der Auswertung erster Betriebserfahrungen mit den 1991 in voller Länge eröffneten Schnellfahrstrecken Hannover–Würzburg und Mannheim–Stuttgart hervor. Durch die weitgehende Trennung schneller und langsamer Verkehre sollten die Infrastrukturkosten reduziert und die Leistungsfähigkeit der Strecken gesteigert werden. Auf seiner Sitzung am 7. Juli 1999 stimmte der Aufsichtsrat der Deutschen Bahn dem Konzept zu. Bis 2010 waren darin Investitionen von 48 Milliarden DM vorgesehen, davon 10,8 Milliarden auf die netzweite Einführung so genannter „innovativer Leit- und Sicherungstechnik“. Bis zum Jahr 2010 sollte damit Kapazität und Leistungsfähigkeit des Netzes signifikant erhöht werden. Dazu waren drei mittel- bis langfristig angelegte Investitionspakete vorgesehen: für gezielte Ausbauten im Bestandsnetz, für neue Leit- und Sicherungstechnik sowie für Neubauprojekte. Pro Jahr sollten 1000 neue Projekte gestartet werden. Geplant war ein Vorrangnetz von 10.000 Kilometern Länge, das die Ballungszentren verbindet. Dabei waren 3.500 km für schnell fahrenden Verkehr, rund 4.500 km für den langsamer fahrenden Verkehr und weitere rund 2.000 km für den S-Bahn-Verkehr geplant. Auf Vorrang- und Leistungsnetzen sollte die Kapazität einzelner Strecken um bis zu 30 Prozent erhöht werden.
Neben den im Bau befindlichen Neu- und Ausbaustrecken waren zwei Neubauprojekte vorgesehen: die Neubaustrecke Rhein/Main–Rhein/Neckar sowie eine Verbindungsstrecke zwischen Frankfurt am Main und dem Streckenabschnitt Fulda–Würzburg. Darüber hinaus waren modulare Maßnahmen für Maßnahmen entwickelt, für die keine ausreichenden Finanzmittel zur Verfügung stehen, beispielsweise das Verkehrsprojekt Deutsche Einheit Nr. 8, Stuttgart 21 und die Neubaustrecke Wendlingen–Ulm.
Geplant war, das 1998 insgesamt 38.500 km lange Streckennetz als drei Vorrangteilnetze, ein Leistungsnetz und ein Regionalverkehrsnetz zu betreiben:
H-Netz3.500 km Länge für den schnellen Personenverkehr (Vorrang)
G-Netz4.500 km Länge für den Güterverkehr (Vorrang)
S-Netz2.000 km Länge für S-Bahnen (Vorrang)
M-Netz10.000 km Länge für Mischverkehre (Leistung)
R-Netz18.500 km Länge für Regionalverkehre
Durch die Entmischung von Zügen unterschiedlicher Geschwindigkeiten sollte die Leistungsfähigkeit des Netzes steigen und der Betriebsaufwand durch Wegfall von Überholbahnhöfen sinken. Ein Teil dieser Strategie war die Einrichtung der verschiedenen Regionalnetze als kleinere Organisationseinheiten.
Das Projekt „Netz 21“ ist, was die Entwicklung des H-Netzes und des G-Netzes angeht, noch nicht abgeschlossen. Hier fehlen an vielen Stellen noch die entsprechenden zusätzlichen Strecken für den Schnellverkehr.
Die Strategie „Netz 21“ ist seitens von Bahnkunden- und Umweltverbänden nicht ohne Kritik geblieben.
Im Zusammenhang mit „Netz 21“ sind die Projekte Bahnhof 21 zu sehen, die die Leistungsfähigkeit der Knotenbahnhöfe erhöhen und so die Reisezeit im Personenfernverkehr verkürzen sollten.